# Guto Campos
Carlos Augusto Pimenta de Campos, (São Paulo, 5 de julho de 1978), conhecido como Guto Campos, é um canoísta Olímpico brasileiro.
Competiu em três Jogos Pan-Americanos:
- O primeiro em Winnipeg, em 1999, quando conquistou uma medalha de prata e três de bronze.
- Em 2003, nos Jogos Pan-Americanos de Santo Domingo, fez história conquistando a primeira medalha de ouro da canoagem velocidade na prova K2-500m, com Fábio Demarchi, e ainda uma medalha de prata no K4-1000m.
- Nos Jogos Pan-Americanos de 2007, junto com Roberto Maehler, Sebastián Cuattrin e Edson da Silva, conquistou o ouro no K4 1000m.[2] Coleciona 7 medalhas e é o único canoísta brasileiro bicampeão dos Jogos Pan-americanos até o momento.

Competiu as Olimpíadas de Sydney de 2000 no K2-1000m, com Sebastián Cuattrin, onde conquistaram a sexta colocação na semifinal, totalizando a 12ª colocação.
Outro feito histórico foi a vitória no campeonato alemão júnior, em 1996, na prova individual, no país de maior tradição na canoagem mundial. Também conquistou o título de campeão australiano no ano 2000, na prova K4-1000m.
Trouxe para o Brasil a Epic Kayaks, modalidade surfski da canoagem oceânica, a modalidade da canoagem que mais cresce no Brasil e no mundo.